# جو غريمالدي
جو غريمالدي (بالإنجليزية: Joe Grimaldi)‏ هو لاعب هوكي الجليد أمريكي، ولد في 23 أغسطس 1986 في رونكونكوما في الولايات المتحدة.

## وصلات خارجية
- جو غريمالدي على موقع HockeyDB.com (الإنجليزية)